# Galeottia grandiflora
Galeottia grandiflora är en orkidéart som beskrevs av Achille Richard. Galeottia grandiflora ingår i släktet Galeottia och familjen orkidéer. Inga underarter finns listade i Catalogue of Life.

## Bildgalleri

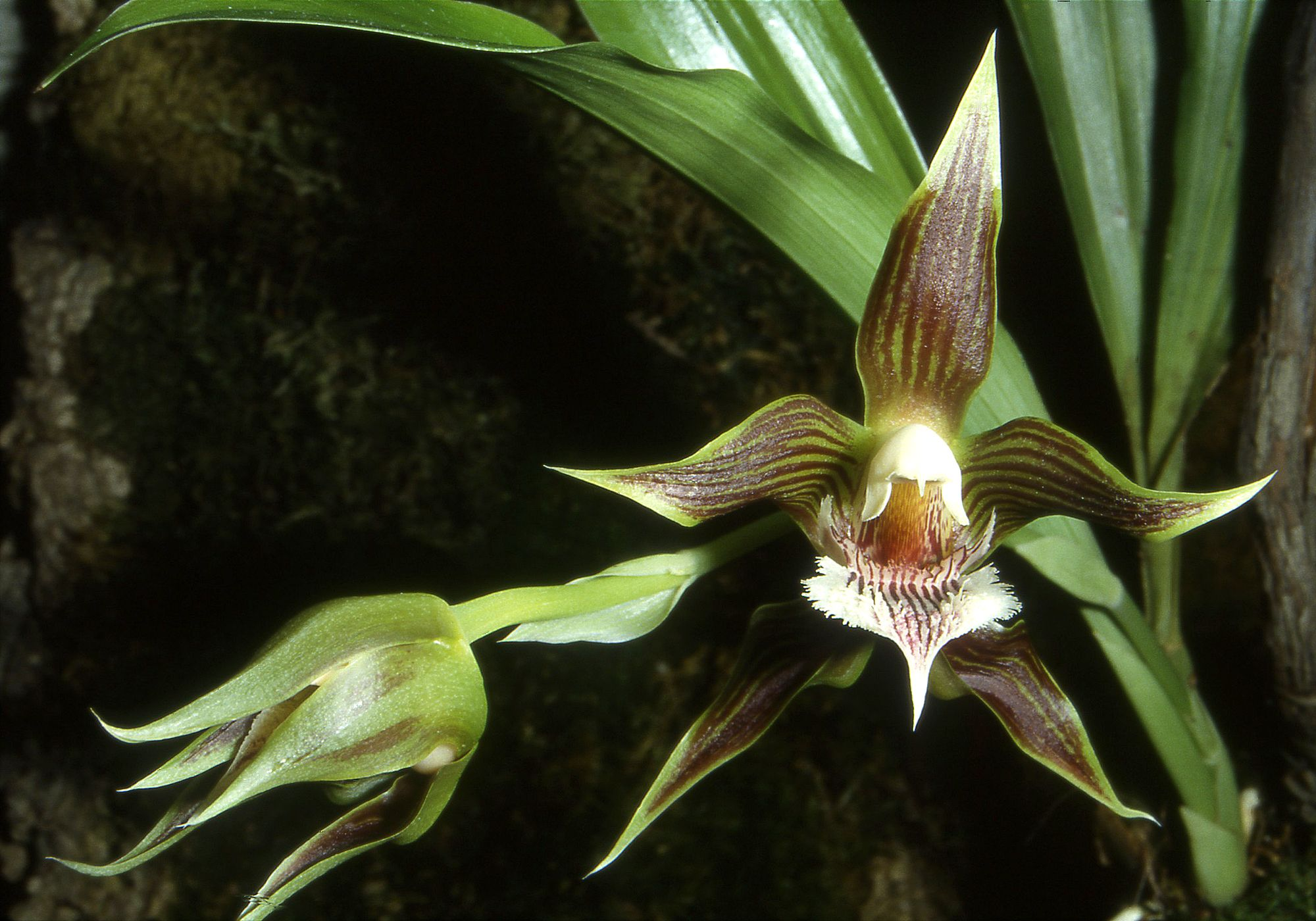